# Visoko
Visoko és un municipi de la Bòsnia central a l'actual Bòsnia i Hercegovina d'aproximadament 17.000 habitants.
La ciutat està situada a la carretera que uneix Zenica i Sarajevo i està banyada pel riu Bosna, en el punt on s'uneix al seu afluent el Fojnička. Administrativament pertany al cantó de Zenica-Doboj. A la ciutat és especialment important la indústria del cuir.
En el cens del 1991, el terme municipal de Visoko tenia 46.130 habitants, dels quals, el 74,54% eren bosnis, el 15,99% serbis, el 4,28% croats, entre d'altres. La ciutat tenia un total de 15.310 habitants.
En esports, destaquen els clubs NK Bosna (futbol) i RK Bosna (handbol).

## Història

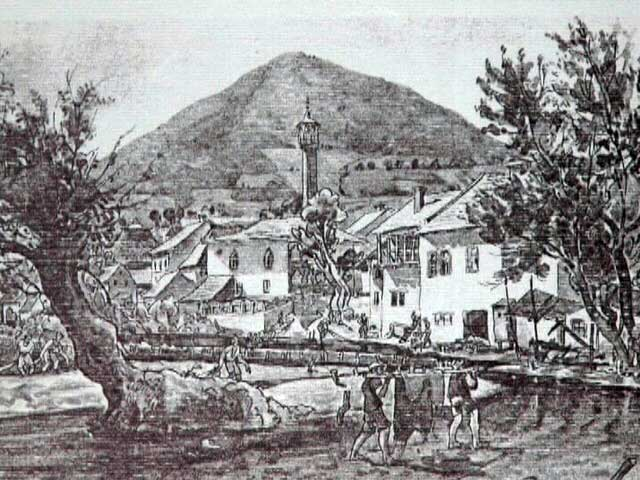
Visoko durant el domini turc

Durant l'edat mitjana, Visoko era la capital social, econòmica i política de Bòsnia i tenia el títol de ciutat reial. La primera menció de la ciutat la trobem en textos del 1355 en un mapa de mercaders de Dubrovnik realitzat per Ban Kulin.
També fou el centre de l'església de Bòsnia amb la diòcesi ubicada a l'àrea de Biskupici a 4 km de Visoko. El nom tradicional de la ciutat és Visoki, que significa lloc alt perquè la ciutat reial es trobava a prop del munt Visočica. El centre urbà estava situat més avall i rebia el nom de Podvisoki (que significa "sola allò alt"
).
L'octubre de 2005, el treballador del metall i arqueòleg aficionat Semir Osmanagić va informar d'haver descobert una piràmide al cim de Visočica de 100 metres d'altura i uns 12.000 anys d'antiguitat  Arxivat 2005-12-02 a Wayback Machine.,. La notícia està pendent de ser refrendada per la comunitat científica internacional. Tanmateix, fins ara totes les respostes han estat negatives, com són les afirmacions del president de l'Associació Europea d'Arqueòlegs, parlant de "teories absurdes"  Arxivat 2008-07-24 a Wayback Machine..

## Galeria fotogràfica

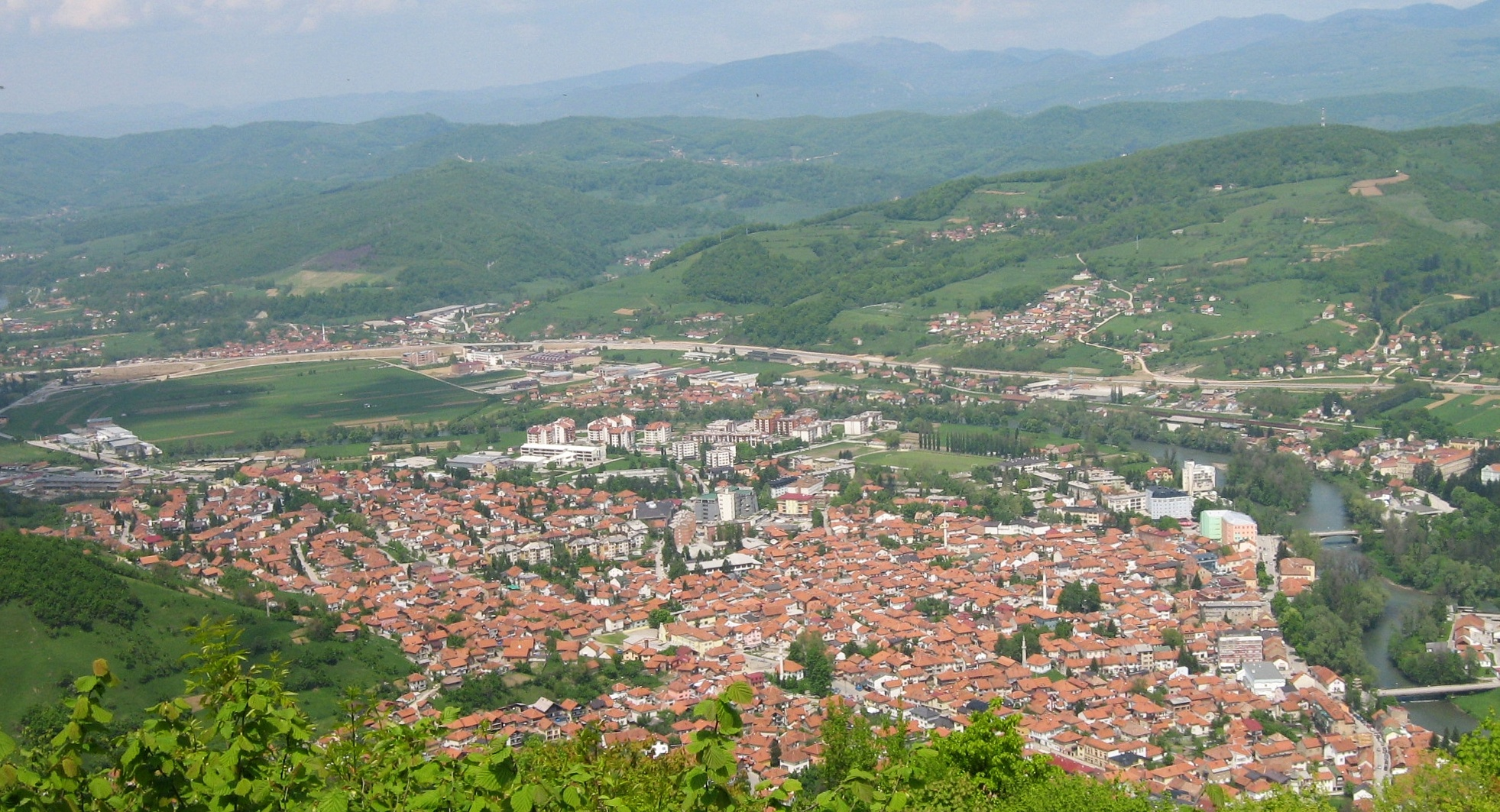
Visoko des del cim Visočica
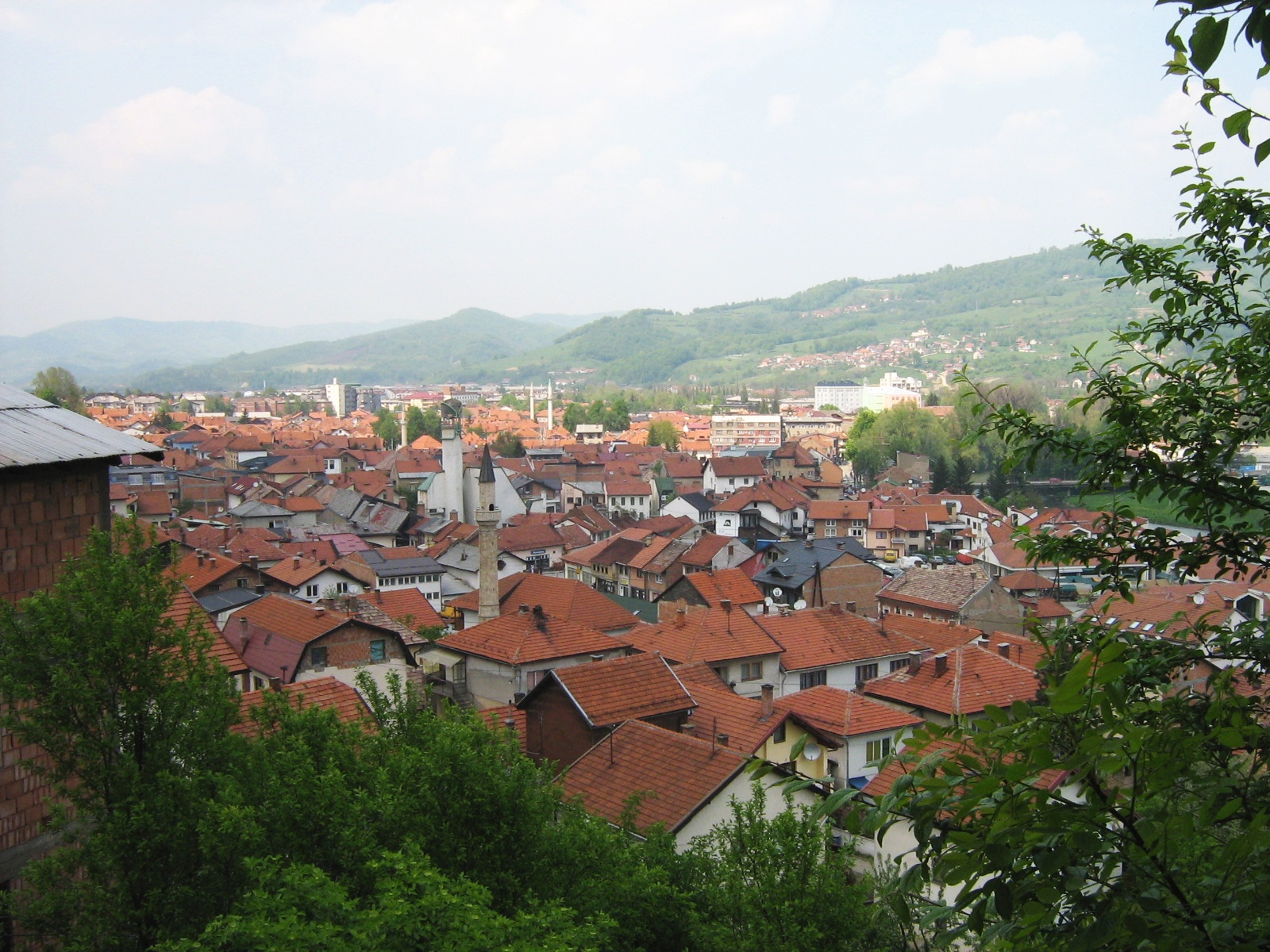
Paisatge de Visoko